# Sœurs de la Sainte Croix et de la Passion
Les Sœurs de la Sainte Croix et de la Passion (latin : Congregatio Sororum SS. Crucis et Passionis D.N.I.C) est une congrégation religieuse sociosanitaire de droit pontifical.

## Historique
La congrégation est fondée le 25 mars 1851 dans la banlieue de la classe ouvrière de Manchester par Élisabeth Prout (1820-1864) en religion Mère Marie Joseph de Jésus avec l'aide du passioniste italien  Gaudentius Rossi (1817-1891) dans le but d'accueillir et protéger les travailleurs des villes, principalement des immigrants irlandais. Mère Prout et six compagnes font leur première profession religieuse le 21 novembre 1854.
Le nom original de la communauté est Sœurs de la Sainte Famille car les religieuses veulent être mères pour les assistées. En 1875, elles prennent le nom actuel à la suite de leur affiliation à la congrégation de la Passion et obtiennent le privilège de porter l'emblème passioniste brodé sur la robe,.
L'institut est reconnu le 2 juillet 1875 par le Saint-Siège ad experimentum pour dix ans puis, définitivement le 21 juin 1887,.

## Activités et diffusion
L'apostolat des sœurs s'adresse avant tout aux femmes pauvres et marginalisées.
La maison-mère siège se trouve à Salford en Angleterre. 
En 2017, la congrégation comptait 183 sœurs dans 48 maisons.